# Eschweilera squamata
Eschweilera squamata är en tvåhjärtbladig växtart som beskrevs av Scott A. Mori. Eschweilera squamata ingår i släktet Eschweilera och familjen Lecythidaceae. IUCN kategoriserar arten globalt som sårbar.
Artens utbredningsområde är Franska Guyana. Inga underarter finns listade i Catalogue of Life.